# Boundary Dam
Der Boundary Dam (englisch für „Grenz-Damm“) ist ein Staudamm am Pend Oreille River im Nordosten des US-Bundesstaates Washington.

## Staudamm
Der Boundary Dam liegt in den Selkirk Mountains 25 km oberhalb der Mündung des Pend Oreille River in den Columbia River. Die kanadische Grenze liegt 1,5 km nördlich des Damms. Die Kleinstadt Metaline Falls befindet sich 14 km südlich der Talsperre am rechten Ufer des aufgestauten Flusses. Der 1967 fertiggestellte Staudamm ist eine 104 m hohe Doppelbogenstaumauer aus Beton. Die Kronenlänge beträgt 226 m. Die Kronenbreite beträgt 2,4 m, die Basisbreite 9,8 m.

## Stausee
Der 27 km lange Stausee bedeckt eine Fläche von 726 ha. Er reicht flussaufwärts bis zum Box Canyon Dam. 15,5 km flussabwärts befindet sich der Seven Mile Dam. Das Einzugsgebiet umfasst 65.260 km². Das Stauziel liegt bei 607,77 m.

## Kraftwerk
Das von Seattle City Light betriebene Kraftwerk besitzt sechs Francis-Turbinen (vier Einheiten zu je 150 MW sowie 2 Einheiten zu je 185 MW).